# ويليام ج. بوردلي
ويليام ج. بوردلي (بالإنجليزية: William J. Boardley)‏ عميد سابق في حرس بنسلفانيا الوطني للطيران.
شارك في حرب الخليج الثانية كعضو طاقم الطائرة ومخطط موظفين.